# Computerschaak Vereniging Nederland
Computerschaak Vereniging Nederland (CSVN) is een vereniging met als doel computerschaak in Nederland te bevorderen. De vereniging is op 18 oktober 1980 opgericht en sinds 25 april 1981 door de KNSB erkend als bijzondere bond. Daarvan zijn er vijf, die zich elk met een specifieke tak van de schaaksport bezighouden, bijvoorbeeld probleemschaak of schaken voor visueel gehandicapten.
De CSVN verzorgt het Nederlands Kampioenschap Computerschaak en organiseert jaarlijks nationale en internationale toernooien, waaronder het "open engine"-toernooi. In dat toernooi spelen schaakprogramma's tegen elkaar die ontwikkeld zijn door professionals en hobbyisten.